# Mont Kau Keng
Le mont Kau Keng (en chinois 九逕山 ou Jiu Jing Shan) est une colline située dans le district de Tuen Mun, dans la région des Nouveaux Territoires à Hong Kong. Il se trouve en face du pic Castle et culmine à 507 mètres. Au cours de la dynastie Ming, la zone autour de la colline a été utilisée comme position de défense contre les forces étrangères, en particulier contre les Portugais, qui avaient occupé Tuen Mun de 1514 à 1521.